# ميشيل ماريلا
ميشيل ماريلا (بالفرنسية: Michel Marella)‏ هو لاعب كرة قدم فرنسي في مركز الهجوم، ولد في 28 سبتمبر 1946 في غراس في فرنسا. لعب مع نادي كان.